# Joan of the Woods
Joan of the Woods è un film muto del 1918 diretto da Travers Vale.

## Produzione
Il film fu prodotto dalla World Film con il titolo di lavorazione The Judge.

## Distribuzione
Il copyright del film, richiesto dalla World Film Corp., fu registrato il 13 luglio 1918 con il numero LU12653.
Distribuito dalla World, il film uscì nelle sale cinematografiche statunitensi il 22 luglio 1918.